# Aeromot AMT-200 Super Ximango
El Aeromot AMT-200 Super Ximango es un motovelero brasileño desarrollado desde el AMT-100 Ximango, pero equipado con un motor Rotax 912.

## Diseño y desarrollo
Construido de fibra de vidrio, el Super Ximango es un monoplano cantilever de ala baja con tren de aterrizaje convencional y cola en T. Propulsado por un Rotax 912A de 80 hp, tiene una cabina cerrada con dos asientos lado a lado. Las alas se pliegan para su almacenaje o transporte.

## Variantes
AMT-200
Variante propulsada con un Rotax 912A en la categoría Utility (Utlitario).
AMT-200S
Variante propulsada con un Rotax 912S en la categoría Utility (Utlitario).
AMT-200SO
Variante de reconocimiento del AMT-200S en la categoría Restricted (Restringida).
TG-14A
Designación dada a los AMT-200 utilizados por la Academia de la Fuerza Aérea estadounidense.

## Operadores
Brasil

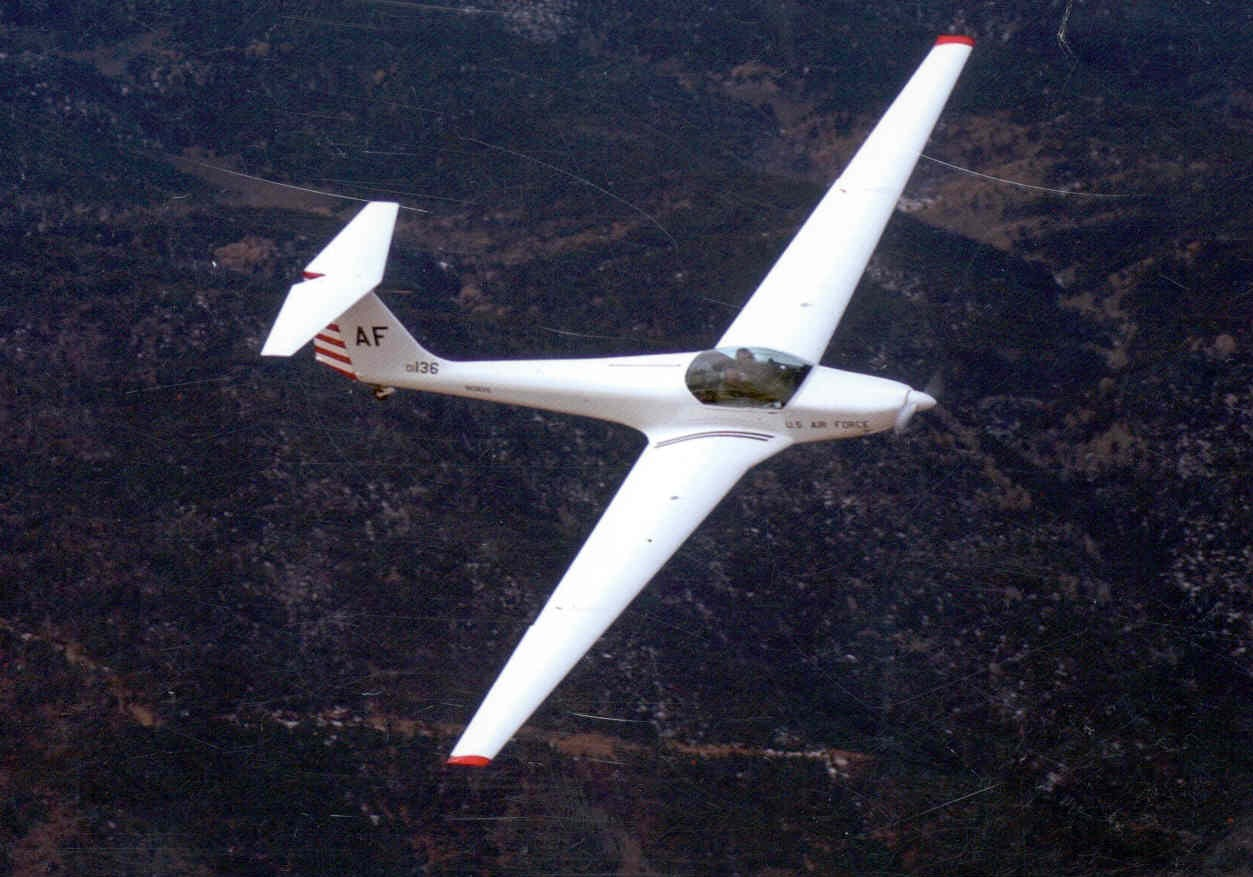
AMT-200 designado TG-14A por la Fuerza Aérea estadounidense.

- Policía Militar del Paraná: operado en patrullas de vigilancia medioambiental.

 Estados Unidos
- Fuerza Aérea de los Estados Unidos: 14 AMT-200 operados por la Academia de la Fuerza Aérea de los Estados Unidos, como TG-14A, a partir de 2002.
- NASA: operado en el Centro Armstrong de Investigaciones de Vuelo, como TG-14A.

 República Dominicana
- Fuerza Aérea Dominicana

## Especificaciones
Referencia datos: Taylor ,  1996, p. 511

### Características generales
- Tripulación: Uno (piloto)
- Capacidad: Un pasajero
- Longitud: 8,1 m (26,4 ft)
- Envergadura: 17,5 m (57,3 ft)
- Superficie alar: 18,7 m² (201,3 ft²)
- Perfil alar: NACA 64(3)-618[1]
- Peso vacío: 605 kg (1333,4 lb)
- Peso máximo al despegue: 805 kg (1774,2 lb)
- Planta motriz: 1× motor bóxer de cuatro cilindros refrigerado por líquido Rotax 912.
  - Potencia: 60 kW (83 HP; 82 CV)
- Hélices: Bipala de tres posiciones[1]
- Alargamiento: 16

### Rendimiento
- Velocidad nunca excedida (Vne): 245 km/h (152 MPH; 132 kt)
- Velocidad crucero (Vc): 205 km/h (127 MPH; 111 kt)
- Velocidad de entrada en pérdida (Vs): 76 km/h (47 MPH; 41 kt)
- Alcance: 1400 km (756 nmi; 870 mi)
- Techo de vuelo: 5000 m (16 404 ft)
- Carga alar: 45,5 kg/m² (9,3 lb/ft²)
- Límites g: +5,3 -2,6
- Tasa máxima de planeo: 31

## Aeronaves relacionadas

### Desarrollos relacionados
- Aeromot AMT-100 Ximango

### Secuencias de designación
- Secuencia TG-_ (Planeadores de Entrenamiento estadounidenses, 1962-presente): ← TG-10 - TG-11 - TG-12 - TG-14 - TG-15A/B - TG-16